# Illa Aristazabal
L'illa Aristazabal és una illa de la costa de la província canadenca de la Colúmbia Britànica. Es troba al sud-oest de l'illa Princess Royal i la seva superfície és de 420 km².
Va ser batejada el 30 d'agost de 1792 per Jacinto Caamaño, que a bord de la corbeta Aranzazu explorà l'illa, en record del capità espanyol Gabriel de Aristazábal, un dels comandants espanyols més destacats de l'època. Va ser mal escrit el nom com a "Aristizable" en un mapa de l'explorador anglès George Vancouver.